# Red Krayola
Red Krayola is een in 1966 opgerichte Amerikaanse psychedelische/avant-garde-rockband uit Houston. De band werd opgericht door zanger/gitarist/beeldend kunstenaar Mayo Thompson en behoort tot de langst actieve indierockbands. Hun experimentele stijl nam vooraf qua stijl de muziek van het punk- en no wave-circuit van de jaren 1980 in New York over.

## Bezetting
Oprichters
- Mayo Thompson (zang, e-gitaar)
- Steve Cunningham (e-basgitaar)
- Frederick Barthelme (drums)

Voormalige leden
- Tommy Smith (drums)

Huidige bezetting
- Mayo Thompson (zang, e-gitaar)

## Geschiedenis
De drie oprichters studeerden kunst aan de University of St. Thomas in Texas. Het trio begon live op te treden en speelde overwegend coverversies. Daarnaast vulden ze hun optredens met experimentele jamsessies. In korte tijd speelde de band een kleine fanschare bij elkaar binnen het hippie-circuit, die zichzelf The Familiar Ugly noemden. Lelan Rogers, de broer van Kenny Rogers en eigenaar van het label International Artists, zag de band tijdens een optreden in een winkelcentrum en gaf hen de kans om hun debuutalbum op te nemen.
Bij de opnamen was naast de bandleden Roky Erickson betrokken, die bij twee songs de harmonica- en orgel-passages inspeelde. Ook op het album te horen zijn The Familiar Uglies, waarvan het als 'Free-Form Freak Out' aangeduide tussenstuk tussen de afzonderlijke song afkomstig zijn. Het album voldeed niet aan de commerciële verwachtingen van het label, dat aanvankelijk weigerde om het volgende album uit te brengen. Frederick Barthelme verliet Red Krayola en werd vervangen door Tommy Smith. Het in deze bezetting opgenomen album God Bless the Red Krayola and All Who Sail with It verscheen in 1968 bij International Artists. De verkoopcijfers waren zeer slecht en Red Krayola werd korte tijd later ontbonden.
Thompson werkte in de daaropvolgende periode toe naar zijn solocarrière. Tijdens de jaren 1970 verplaatste Thompson zijn bestemming naar Londen en werkte hij samen met Art & Language en Pere Ubu. In 1976 verscheen het samen met Art & Language opgenomen album Corrected Slogans, waarop onder andere vroege versies zijn te horen van de nummers Keep All Your Friends en The Mistakes of Trotsky, die in 1981 opnieuw werden opgenomen voor het album Kangoroo!. In 1979 verscheen het vierde album Soldier Talk. De schrijfwijze van de bandnaam moest wegens juridische belangen worden gewijzigd in Red Crayola. In 1981 volgde Kangaroo!, dat onder de naam The Red Krayola with Art & Language verscheen en waaraan bekende experimentele muzikanten meewerkten, zoals Allen Ravenstine (synthesizer), Gina Birch en Epic Soundtracks. Het album thematiseerde het communisme in de toenmalige Sovjet-Unie met songs als A Portrait of V.I. Lenin in the Style of Jackson Pollock en The Mistakes of Trotsky.
Ravenstine en Art & Language waren ook betrokken bij het album Black Snakes uit 1983. Na de publicatie wijdde Thompson zich weer meer aan het werk als muziekproducent. Nadat hij zijn adres had verplaatst naar Düsseldorf, nam hij met een begeleidingsband rond de muzikant Rüdiger Carl het album Malefactor, Ade op, dat in 1989 werd uitgebracht. Tijdens de jaren 1990 trok hij zich terug naar de Verenigde Staten naar Chicago. Bij Drag City verscheen in 1993 de 12" single Three Songs on a Trip to the United States met vijf live-opnamen en met Red Krayola (1994), Hazel (1996) en Fingerpainting (1999) drie verdere studioalbums, waarop hij samenwerkte met Jim O'Rourke, John McEntire en Tortoise. Naar aanleiding van het 40-jarige bestaan van de band bracht Thompson in 2006 het album Introduction, in 2007 Sighs Trapped by Liars en in 2008 het remixalbum Fingerpointing uit. In 2010 verscheen het tot dusver laatste album Five American Portraits onder de bandnaam The Red Krayola with Art & Language. In het voorjaar van 2012 nam Red Krayola actief deel aan het drie maanden durende expositie-activiteit van de Whitney Biennial 2012.

## Stijl
De aanpak van de band was aanvankelijk om aan de Britse invasie iets persoonlijks en moderns toe te voegen. Daarvoor ontwikkelde Red Krayola zijn vorm van de experimentele rockmuziek, die niet als bij andere experimentele bands als The 13th Floor Elevators en The Electric Prunes is gebaseerd op rhythm-and-blues, jazz en klassieke muziek. Het debuutalbum Parable of Arable Land uit 1967 werd gekenmerkt door Thompsons gitaarspel, dat minder door ritme en meer door textuur werd bepaald en als wegbereider van de postpunk telt. Het tweede album God Bless the Red Krayola and All Who Sail with It was meer song-georiënteerd en bestond uit korte nummers, die uitsluitend met gitaar, basgitaar en zang waren georkestreerd. Later kwam de muziek in de buurt van de postpunk en de no wave. Met de publicaties van de jaren 1990 lukte het Thompson om zijn muzikale ideeën door de deelname van jonge avant-garde-muzikanten als Jim O’Rourke, John McEntire en David Pajo (Slint) in een eigentijdse muzikale sound te presenteren.

## Discografie
- 1967: Parable of Arable Land
- 1968: God Bless the Red Krayola and All Who Sail with It
- 1976: Corrected Slogans, Art & Language and the Red Crayola
- 1979: Soldier Talk
- 1981: Kangaroo?
- 1983: Black Snakes
- 1989: Malefactor, Ade
- 1993: Three Songs on a Trip to the United States
- 1994: Red Krayola
- 1996: Hazel
- 1999: Fingerpainting
- 2006: Introduction
- 2007: Sighs Trapped By Liars
- 2008: Fingerpointing
- 2010: Five American Portraits